# Agios Vasilios/Türkeli
Agios Vasilios (griechisch Άγιος Βασίλειος) türkisch Ayvasıl oder Türkeli ist ein Dorf im Norden der Mittelmeerinsel Zypern. Das Dorf liegt 18 Kilometer westlich von Lefkoşa und 17 km östlich von Morfou und gehört formell zum Bezirk Nikosia der Republik Zypern. 1974 eroberten türkische Armeeeinheiten den Ort, seit 1983 liegt er in der Türkischen Republik Nordzypern und gehört zu deren Distrikt Lefkoşa.
An der Gemeindegrenze liegen die Kirchen Agiou Vasilou, die 2008 restauriert wurde, sowie die Kapellen Agia Marina und Agiou Trifona.
1958 lebten im Ort 492 Griechen und 117 Türken. Im Zusammenhang mit den Blutigen Weihnachten von 1963 wurden nahe Agios Vasilios 21 türkische Bewohner des Ortes von griechischen Extremisten ermordet. Dort lebten bis dahin 436 Griechen und 94 Türken. Schon 1958 hatte nur mit Mühe ein schwerer Zwischenfall mit mehreren Hundert Beteiligten verhindert werden können. Am 3. August 1974 ermordeten wiederum türkische Zyprer 14 griechische Zyprer im Ort, in dessen Schule noch 1973 64 Schüler unterrichtet worden waren. Alle griechischen Bewohner mussten nach dem türkischen Einmarsch fliehen.